# Shrek (игра)
Shrek (рус. Шрек) — компьютерная игра по мотивам полнометражного мультфильма «Шрек». Официальный релиз игры состоялся 14 ноября 2001 года для игровой приставки Xbox.
Порт игры на Nintendo GameCube, названный Shrek Extra Large, вышел 31 октября 2002 года в Северной Америке и 22 октября 2003 года в странах региона PAL.
Это была первая компьютерная игра из серии Шрек, возрастной рейтинг которой ESRB оценила как T (для детей старше 13 лет).

## Сюжет и геймплей
Основной особенностью игры Шрек является постоянное движение. Шрек и Фиона живут счастливой жизнью до тех пор, пока Фиона не попала в руки к злому волшебнику Мерлину, который переместил её на границу леса, в котором жила лягушка. Лягушка могла давать полезные советы. Шрек получает Волшебное зеркало и книгу, которая помогает ему проходить через незнакомые места.

## Уровни
Каждый уровень игры содержит четыре различные миссии плюс две дополнительные, задача которых состоит в том, чтобы поймать пять фей и собрать пять золотых яиц:
- Болото Шрека: Место, где начинаются приключения: там мы можем обнаружить дом Шрека, уборную и тренировочную яму огра (площадка для прыжков, боевая арена и огненные ямы); там Волшебное зеркало обучает Шрека всем базовым действиям (прыжки, удары ногами, хватание, пердёж и отрыжка), включая другие сильные атаки как суперудар и флоп живота. В этой игре болото Шрека меньше, чем в мультфильмах.
- Зачарованный лес: Небольшой лес, который является домом для весёлых мужчин и сварливого тролля. Здесь мы можем найти убежище весёлых мужчин и их подземные хранилища, мост Тролля и имбирный хлебный дом. Весёлые мужчины украли корзину у Красной Шапочки, которую они хранят в своих подземных хранилищах — эта первая миссия за Шрека в игре.

## Оценки
| Сводный рейтинг         | Сводный рейтинг | Сводный рейтинг |
| Издание                 | Оценка          | Оценка          |
| Издание                 | GC              | Xbox            |
| ----------------------- | --------------- | --------------- |
| GameRankings            |                 | 51,65 %         |
| Metacritic              |                 | 49/100          |
| Иноязычные издания      |                 |                 |
| Издание                 | Оценка          | Оценка          |
| Издание                 | GC              | Xbox            |
| AllGame                 |                 | [ 3 ]           |
| EGM                     |                 | 3,33/10         |
| Game Informer           | 3/10            | 2/10            |
| GamePro                 |                 | [ 7 ]           |
| GameRevolution          |                 | D+              |
| GameSpot                |                 | 5,3/10          |
| GameSpy                 |                 | 48 %            |
| IGN                     |                 | 5,6/10          |
| OXM                     |                 | 5,3/10          |
| The Cincinnati Enquirer |                 | [ 13 ]          |

Игра получила смешанные отзывы. Винсент Лопез из IGN отмечает отличную графику, но, в то же время, у игры слабый геймплей.

## Shrek Extra Large
31 октября 2002 года был выпущен порт игры под названием Shrek Extra Large для платформы Nintendo GameCube. Изначально, её хотели выпустить ещё для Sony PlayStation 2 и PC, но из-за плохих продаж игры и её критики выпуск на PlayStation 2 и ПК решили отменить.